# Milton Soldani Afonso
Milton Soldani Afonso (Nova Lima, 12 de dezembro de 1921) é um empresário, filantropo, nutricionista e advogado brasileiro, ex-proprietário da operadora de planos de saúde Golden Cross e fundador da Universidade de Santo Amaro. Foi listado pelo Jornal Contábil em 14º lugar, logo depois de Silvio Santos entre as "25 personalidades que começaram do zero e se tornaram empresários de sucesso".

## Carreira
Em 1971, incentivado por amigos, Milton fundou a Golden Cross 
"Em 1967, no eixo Rio-São Paulo, surgem a Rio Clínicas, a Interclínicas, a Semic, a Semec. No mesmo ano, cria-se a Unimed, a partir de Santos-SP, como uma Cooperativa Médica. Em 1971, Milton Soldani Afonso cria a Golden Cross, como seguro-saúde. A ela se juntam os conglomerados financeiros como Bradesco, Itaú, Bamerindus, e Citibank. Em 1979, surge a Amil. Ao final dos anos 80, já são 350 empresas, 22 milhões de associados e US$ 2 bilhões em prêmios. Também ingressam no ramo de saúde as grandes seguradoras nacionais, lideradas pela Sul América"
A Golden Cross, que vendeu em 2013 seus planos individuais a Unimed-Rio, atuou  como  uma operadora de saúde filantrópica, com o objetivo de destinar os lucros a projetos educacionais, de assistência social e evangelização. Em pouco tempo, a empresa se tornou a maior no setor de saúde na América do Sul e a quarta maior no mundo. Em 1985, a pedido do Ministro da Educação, Marco Maciel, Milton assumiu a Organização Santamarense de Educação e Cultura (OSEC), consolidando o sonho de apoiar estudantes carentes.

Em 1997 , devido problemas administrativos provavelmente pela  má gestão  ligados aos filhos que compravam helicopteros, ilhas, a Golden Cross vendeu seu controle acionario: 

"A Golden Cross foi uma séria concorrente até 1997, quando desentendimentos na família Afonso, a perda do status de entidade filantrópica e uma pesada dívida com o governo quase a tiram do mercado. A Unimed, a partir de 1999, passa a ser a maior concorrente da Amil, tendo absorvido muitos egressos da Golden Cross. " ..."Excel e Cigna, maior empresa da área de seguros saúde dos Estados Unidos, fecharam uma associação no início deste ano para operar na área de seguros.Além de um investimento conjunto de R$ 20 milhões na formação de uma seguradora, a Excel Cigna, a negociação envolveu a compra de uma participação no banco pela seguradora dos EUA". (VANESSA ADACHI)
Em 2013, vendeu planos individuais a Unimed e cedeu seu controle ao banco:
"A partir de 1º de outubro de 2013, todos os cerca de 160 mil clientes pessoa física da Golden Cross passam a ser atendidos automaticamente pela Unimed-Rio. Com a movimentação, a Unimed-Rio informou que superará a marca de 1 milhão de clientes de planos de saúde. A venda inclui planos em todo o território brasileiro, não apenas no Rio de Janeiro...mas ..." a Golden Cross comunicou que continua a atender cerca de 800 mil clientes pelo Brasil e espera retomar a marca de 1 milhão de beneficiários nos próximos três anos, o que representa um crescimento de 10% ao ano."

### UNISA - Universidade de Santo Amaro e Novo Tempo
Em 1994, consolidou a antiga OSEC como Universidade de Santo Amaro (UNISA) investindo milhões de dólares para desenvolver a instituição, tornando-a uma das maiores universidades da região metropolitana de São Paulo, "com mais de 15 mil alunos, quatro belos campi e 36 cursos superiores". Milton investiu na comunicação adventista, adquirindo a Rádio Ipanema e outras estações para divulgar a mensagem da igreja. Em 1997, ele doou terrenos para criar um centro de mídia, e o alcance de sua iniciativa cresceu, formando a Rede Novo Tempo de Comunicação, transmitindo em português, espanhol e inglês para as Américas e Europa.

### Museu de Arqueologia
"Em 2012, o Dr. Milton Soldani Afonso doa o acervo de numismática com 1.939 peças, composta de moedas, com exemplares persas, gregos, romanos, medievais, do Oriente Próximo e do Oriente Médio. Doa também moedas brasileiras e de diversos países, e uma coleção de Bíblias e obras raras, composta de 156 livros."

## Vida pessoal
Filho de José Affonso Filho e Genebra Soldani, Milton cresceu em uma família pobre, sua mãe confeccionava doces artesanais para complementar a renda familiar, e Milton, desde jovem, os vendia para ajudar a família. Em 1934  se mudou para estudar no Colégio Adventista Brasileiro (CAB) UNASP, em São Paulo, onde passou dificuldades para pagar mensalidades e decidiu quando formasse ajudar alunos pobres. A Golden Cross, através de seu fundador Milton Afonso, em relatorio de 2012,  beneficiava só neste ano,  "cerca de 60 mil jovens estudantes com doações mensais que totalizam mais de R$ 5 milhões para custear seus estudos e outros projetos sociais"